# Conselho de administração

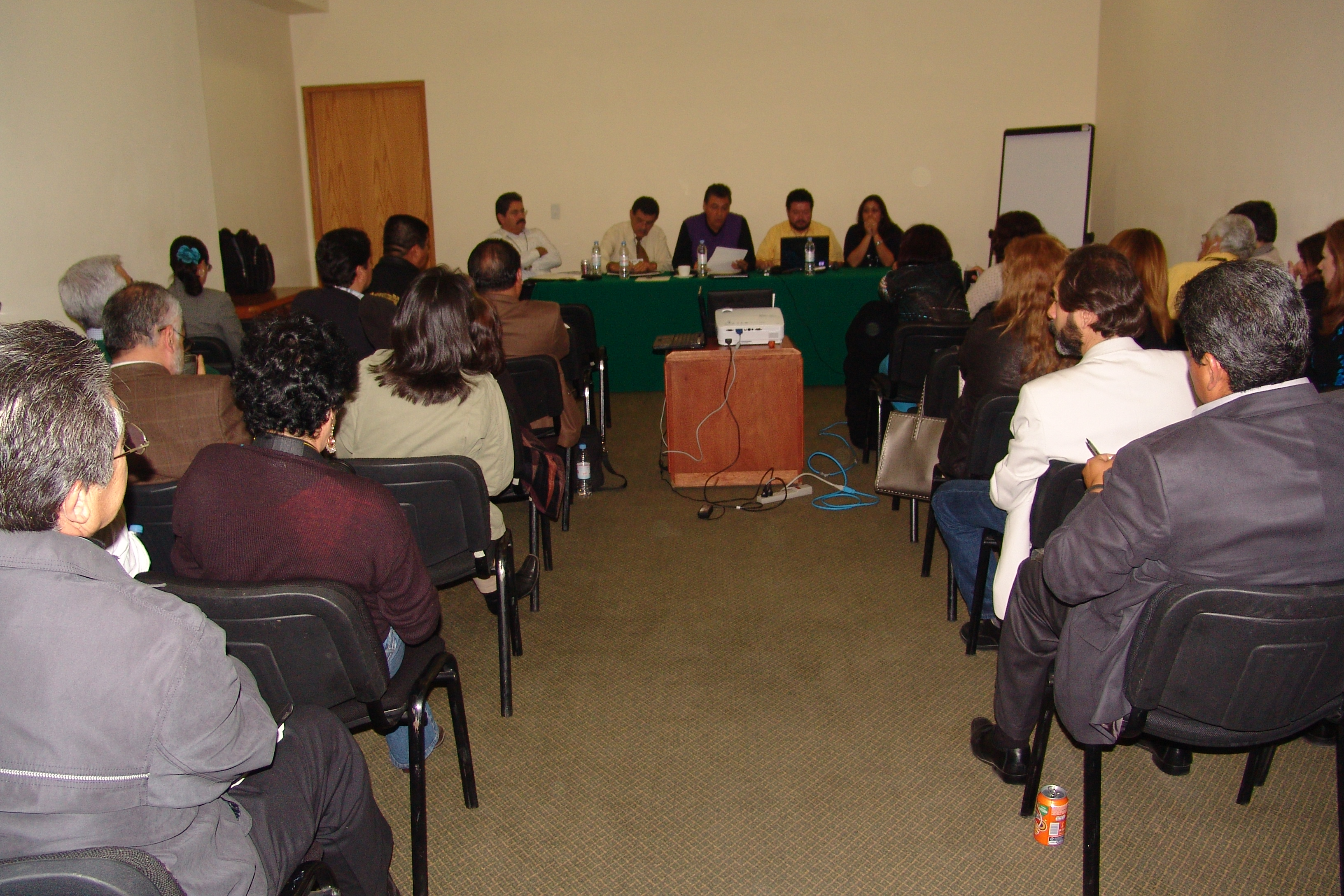
Conselho de Administração

Um conselho de administração é um corpo de membros eleitos ou designados, que conjuntamente supervisiona as atividades de uma organização.
Uma placa de atividades é determinada pelos poderes, deveres e responsabilidades delegadas a ele ou a ele conferidas por uma autoridade externa. Essas questões são tipicamente detalhadas no estatuto social da organização. O regimento interno comumente também especifica o número de membros do conselho, como devem ser escolhidos, e quando eles são para cumprir.
Em uma organização com membros votantes, por exemplo, uma sociedade profissional, o conselho atua em nome de, e é subordinado ao, montagem completa da organização, que normalmente escolhe os membros do conselho. Em uma sociedade anônima, o conselho é eleito pelos acionistas e é a autoridade máxima na gestão da corporação.
Os membros do conselho são administradores em primeiro lugar, que são vinculados por tanto a um próprio regime geral. A organização interna do conselho pode ser livremente decidida por cada empresa. No entanto, há uma série de elementos necessários em quase toda a legislação. Em uma corporação sem ações, sem filiação voto geral, por exemplo, uma universidade, o conselho é o órgão supremo de governo da instituição; seus membros são, por vezes, escolhidos pelo próprio conselho.